# Heka (ster)
Heka (lambda Orionis) is een ster in het sterrenbeeld Orion.
Heka is een reuzenster met een classificatie van O8 III en een magnitude van +3,54. Het is een enorme ster ruim 28 keer zo zwaar als de zon en minstens 10 keer zo groot. De ster heeft een oppervlaktetemperatuur van 35.000 K. Heka is ook een zeer zwakke Röntgenbron. Tevens is de ster het dominante lid van de cluster Collinder 69.
Heka is viervoudig en bestaat uit een type-O, een type-B, een type-F en een zeer zwakke onbevestigde component welke waarschijnlijk een bruine dwerg is.
De ster staat ook bekend als Meissa.